# Assim Assado - Tributo ao Secos e Molhados
Assim Assado - Tributo ao Secos e Molhados é um álbum de 2003 em comemoração aos 30 anos do Secos e Molhados. O disco traz a participação de vários artistas da nova geração reinterpretando todas as faixas do primeiro álbum de 1973 do grupo.

## Faixas
1. "Sangue Latino" (João Ricardo\Paulinho Mendonça) - Nando Reis
2. "O Vira" (J. Ricardo/Luhli) - Falamansa e Maskavo - 2:58
3. "O Patrão Nosso de Cada Dia" - Toni Garrido
4. "Amor" (J. Ricardo/João Apolinário) - Ira!
5. "Primavera nos Dentes" (J. Ricardo/João Apolinário) - Eduardo Dussek
6. "Assim Assado" (J.Ricardo) - Capital Inicial
7. "Mulher Barriguda" (J. Ricardo/Solano Trindade) - Pitty
8. "El Rey" (Gérson Conrad/J. Ricardo) - Matanza
9. "Rosa de Hiroshima" (Conrad/Vinicius de Moraes) - Arnaldo Antunes
10. "Prece Cósmica" (J. Ricardo/Cassiano Ricardo) - Raimundos
11. "Rondó do Capitão" (J. Ricardo/Manuel Bandeira) - Pato Fu
12. "As Andorinhas" (J. Ricardo/C. Ricardo) - Marcelinho da Lua
13. "Fala" (J. Ricardo/Luhli) - Ritchie